# 越占戰爭 (1400年–1407年)
越占戰爭 (1400年–1407年)指的是1400年至1407年越南胡朝與占婆之間發生的戰爭。
1400年，胡季犛篡位後不久，就以行遣杜滿為水軍都將、左聖珊軍將胡問（陳問）同都將，龍捷軍將胡松（陳松）為步軍都將，左聖翊軍將杜元拓為同都將，領兵十五萬侵略占婆。與此同時，占婆國王僧伽跋摩六世（羅皚）逝世，因陀羅跋摩六世（巴的吏）繼位。胡松聽信占婆人丁大中的建議，導致步兵與水兵相隔很遠，遭遇水災而斷糧，被迫撤軍。胡松被罷免官職流放充軍。
1401年，越南任命杜滿為都將、殿內判首阮喟為招諭使、東都路安撫使阮鵬舉為同招諭使，大舉入侵占婆。因陀羅跋摩六世被迫獻出占洞、古壘洞之地請求越南撤軍。越南以其地設置升、華、思、義四州。
1402年，越南再度大舉入侵占婆。因陀羅跋摩六世派人向明朝指控越南的侵略，要求明朝進行交涉。永樂帝派兵前來援助。越南軍隊包圍毘闍耶，但再度因為斷糧而被迫撤退。越南軍隊撤退時與明軍在海上遭遇，但沒有發生衝突。
後來，明軍在1407年入侵越南，將越南吞併。占婆趁機出兵，收復了之前被越南侵佔的領土。